# Buxer
Buxer (em persa: استان بوشهر‎‎; romaniz.: Ostān-e Būshehr) é uma província do Irã sediada em Bandar Buxer. Tem 22 743 quilômetros quadrados e de acordo com o censo de 2019, havia 1 230 000 residentes. Se divide em 10 condados.